# Swissvale
Swissvale és una població dels Estats Units a l'estat de Pennsilvània. Segons el cens del 2000 tenia 9.653 habitants.

## Demografia
Segons el cens del 2000, Swissvale tenia 9.653 habitants, 4.679 habitatges, i 2.390 famílies. La densitat de població era de 3.105,9 habitants/km².
Dels 4.679 habitatges en un 21,2% hi vivien nens de menys de 18 anys, en un 31% hi vivien parelles casades, en un 16,5% dones solteres, i en un 48,9% no eren unitats familiars. En el 42% dels habitatges hi vivien persones soles el 14,3% de les quals corresponia a persones de 65 anys o més que vivien soles. El nombre mitjà de persones vivint en cada habitatge era de 2,06 i el nombre mitjà de persones que vivien en cada família era de 2,85.
Per edats la població es repartia de la següent manera: un 20% tenia menys de 18 anys, un 8,2% entre 18 i 24, un 31,7% entre 25 i 44, un 22,7% de 45 a 60 i un 17,4% 65 anys o més.
L'edat mediana era de 39 anys. Per cada 100 dones de 18 o més anys hi havia 79 homes.
La renda mediana per habitatge era de 31.523 $ i la renda mediana per família de 35.929 $. Els homes tenien una renda mediana de 29.333 $ mentre que les dones 25.184 $. La renda per capita de la població era de 19.216 $. Entorn del 14,1% de les famílies i el 15,3% de la població estaven per davall del llindar de pobresa.

## Poblacions més properes
El següent diagrama mostra les poblacions més properes.